# Humbert Ier de Salins
 (mars 2021).
Humbert Ier de Salins (905 - 957/58), nommé aussi Humbert de Mâcon, seigneur de Salins de 943 à 957.

## Biographie
Il est le second fils d'Aubry Ier de Mâcon et de Tolana. Tige de la maison de Salins, il est nommé dans l'acte de donation de la terre de Savigny en 930, dans celui de l'église de Fley que fit son frère Liétald II en 944 à l'abbaye de Cluny et à la cession des églises de Saint-Maurice de Pontarlier et de Saint-Maurice de Gray en 951.  
Mariage et succession :

Il épouse Wandelmodis, fille de Gui d'Escuens, de qui il a :
- Humbert II ;
- Adela, elle aura Wandalmodis (v. 960-) mariée en 985 à Engelbert III de Brienne ;
- Vandelmode, (v. 920 - 957), elle épouse Beraud de Beaujeu, (? - avant 967).

## Sources